# Coriolano Ponza di San Martino

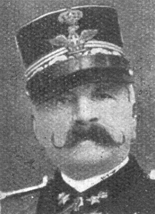
Coriolano Ponza di San Martino

Coriolano Cesare Luigi Ponza di San Martino, Conte di San Martino (* 9. Oktober 1842 in Turin; † 6. Januar 1926 in Cuneo) war ein Generalleutnant der Königlichen Armee und Politiker im Königreich Italien, der Mitglied des Senats des Königreichs sowie zwischen 1900 und 1902 in den Kabinetten Pelloux II, Saracco und Zanardelli Kriegsminister war.

## Leben

### Familiäre Herkunft und Aufstieg zum Generalleutnant
Coriolano Cesare Luigi Ponza di San Martino, Sohn des Politikers Gustavo Ponza di San Martino und dessen Ehefrau Luisa Minervina Malingri di Bagnolo, hatte drei Brüder und drei Schwestern. Einer seiner Brüder war der spätere Senator Cesare Ponza di San Martino. Er selbst begann nach dem Besuch der Militärschule am 20. August 1857 eine Offiziersausbildung an der Turiner Militärschule der Artillerie und Genietruppen. Nach deren Abschluss trat er am 6. Oktober 1860 als Unterleutnant der Artillerie in das Königliche Heer des Königreichs Sardinien ein und wurde am 23. März 1862 zum Leutnant befördert. Nach seiner Beförderung zum Hauptmann am 19. Juni 1866 nahm er am Dritten Italienischen Unabhängigkeitskrieg (20. Juni bis 12. August 1866) gegen das Kaisertum Österreich teil. Nach verschiedenen Verwendungen als Offizier war er zwischen dem 4. November 1875 und dem 26. August 1877 Instrukteur an der Artillerie- und Ingenieursschule.
Am 26. August 1877 wurde Ponza di San Martino zum Major befördert und erhielt am 4. Januar 1880 das Ritterkreuz des Ordens der Krone von Italien. Er fungierte zwischen dem 18. September 1882 und dem 18. Dezember 1884 als Leiter einer Abteilung im Kriegsministerium und erhielt während dieser Zeit die Beförderung zum Oberstleutnant. Darüber hinaus erhielt er am 16. Januar 1883 auch das Ritterkreuz des Ritterordens der Heiligen Mauritius und Lazarus, am 18. Dezember 1883 das Offizierskreuz sowie ein Jahr darauf am 18. Dezember 1884 die Würde als Kommandeur des Ordens der Krone von Italien. In der Folgezeit wurde er am 26. September 1886 zum Oberst befördert und erhielt am 24. Mai 1888 auch das Offizierskreuz des Ritterordens der Heiligen Mauritius und Lazarus. Er wurde am 8. März 1894 zum Generalmajor befördert und nahm von Dezember 1895 bis Oktober 1896 am Ersten Italienisch-Äthiopischen Krieg teil. Während dieser Zeit wurde er am 13. Februar 1895 Generaladjutant im Königlichen Generalstab.
Coriolano Ponza di San Martino wurde am 30. Juni 1896 zum Grafen (Conte di San Martino) in den Adelsstand erhoben. Er erhielt am 3. Dezember 1896 auch die Würde eines Kommandeurs des Ritterordens der Heiligen Mauritius und Lazarus sowie am 11. April 1898 die Würde eines Großoffiziers des Ordens der Krone von Italien. Nach seiner Beförderung zum Generalleutnant am 19. Oktober 1898 wurde er Ehren-Generaladjutant im Königlichen Generalstab.

### Kriegsminister und Senator
Am 7. April 1900 wurde Coriolano Cesare Luigi Ponza di San Martino Kriegsminister im Kabinett Pelloux II. Das Amt des Kriegsministers bekleidete er zwischen dem 24. Juni 1900 und dem 14. Februar 1901 auch im Kabinett Saracco sowie vom 15. Februar 1901 bis zum 27. April 1902 im Kabinett Zanardelli. Am 8. April 1900 wurde er von König Umberto I. zum Senator ernannt. Im Senat gehörte er den Liberal-Demokraten sowie später bis zu seinem Tode am 6. Januar 1926 der Unione democratica an.
Danach fungierte Ponza di San Marino zwischen 1904 und 1909 als Kommandierender General eines Heereskorps sowie zeitweilig als Vize-Chef des Generalstabes des Heeres. Ihm wurde des Weiteren das Großkreuz des Ordens der Krone von Italien sowie am 14. Januar 1909 auch das Großkreuz des Ritterordens der Heiligen Mauritius und Lazarus verliehen. Aus seiner Ehe mit Maria Gabriella Valburga del Carretto di Millesimo gingen ein Sohn und zwei Töchter hervor.